# Путце, Мартин
Ма́ртин Пу́тце (нем. Martin Putze; род. 14 января 1985, Апольда, Эрфурт, ГДР) — немецкий бобслеист, выступающий за сборную Германии с 2003 года. Олимпийский чемпион Турина, серебряный призёр Ванкувера, неоднократный чемпион мира и Европы.

## Биография
Мартин Путце родился 14 января 1985 года в городе Апольда, Тюрингия. С 2003 года стал заниматься бобслеем на профессиональном уровне и вскоре был приглашён в национальную сборную страны. Первые достойные результаты начал показывать после присоединения к команде пилота Андре Ланге. Вместе им удалось выиграть золото на чемпионате мира 2005 года в Калгари, кроме того, их двойка оказалась первой на чемпионате Европы в Альтенберге.
Благодаря череде успешных выступлений Путце подтвердил своё право на место в главной сборной Германии и в 2006 году поехал защищать честь страны на Олимпийские игры в Турин, где вместе с Ланге, Кевином Куске и Рене Хоппе завоевал золотую награду в зачёте четырёхместных экипажей. В 2007 году стал обладателем бронзы мирового первенства в Санкт-Морице и вновь чемпионом Европы, но на этот раз в четвёрках.
В 2008 году во второй раз занял первое место подиума чемпионата мира, выиграв золото в Альтенберге, в 2009-м взял серебро на чемпионате мира в Лейк-Плэсиде и в очередной раз одержал победу на европейском первенстве. В начале 2010 года ездил на Олимпийские игры в Ванкувер, где в составе четвёрки с Ланге, Куске и Александром Рёдигером занял вторую позицию и удостоился серебряной награды. В том же году их экипаж приехал первым на чемпионате Европы. Уже пятый раз в карьере стал обладателем золотой награды европейского первенства в 2012 году, победив со своей четвёркой на трассе в Альтенберге.
В 2014 году Мартин Путце побывал на Олимпийских играх в Сочи, где финишировал шестым в программе четырёхместных экипажей.